# William F. DeGrado
William F. DeGrado (* 12. September 1955 in Exeter (Kalifornien)) ist ein US-amerikanischer Chemiker (Peptidchemie, bioorganische Chemie, pharmazeutische Chemie).
DeGrado besuchte das Kalamazoo College mit dem Bachelor-Abschluss 1977 und wurde 1981 an der University of Chicago in organischer Chemie bei Emil Thomas Kaiser promoviert. Ab 1981 war er in der zentralen Forschungs- und Entwicklungsabteilung von E. I. du Pont de Nemours and Company und ab 1991 in der Forschungsabteilung von Du Pont Merck Pharmaceutical Company.
Ab 1991 war er außerdem Adjunct Professor an der University of Pennsylvania, an der er 1996 George W. Raiziss Professor für Biochemie und Biophysik wurde. Ab 2011 lehrte er an der University of California, San Francisco.
Er befasst sich mit Proteindesign (insbesondere De Novo Design nach ersten Prinzipien), Peptid- und Proteinstruktur, Peptid-Mimetika und Membranproteinen wie dem M 2-Protonenkanal des Influenzavirus A. Das M2 Protein ist Ansatzpunkt für die Antiviralen Medikamente Amantadin und Rimantadin. Mit Robert Lamb, Larry Pinto u. a. klärte DeGrado die Struktur und Funktion von M2, die Bindungsstellen von Amantadin an M2, wie der Influenza-Virus durch Mutationen im M2-Protein resistent wird und Ansatzpunkte für neue Medikamente bei resistenten Stämmen. Die neuen M2-Inhibitoren wurden mit rationalem Design unter Verwendung von  Molekulardynamik-Simulation entworfen.
1989 erhielt er den Protein Society Young Investigator Award, 1992 den Eli Lilly Award in Biological Chemistry, 2003 den R. Bruce Merrifield Award, 2008 den Ralph F. Hirschmann Award in Peptide Chemistry und 2017 den Murray Goodman Memorial Prize der Zeitschrift Biopolymers. 1995 wurde er Fellow der  American Association for the Advancement of Science, 1998 Mitglied der American Academy of Arts and Sciences und 1999 der National Academy of Sciences.

## Schriften (Auswahl)
- mit F. J. Kèzdy, E. T. Kaiser: Design, synthesis, and characterization of a cytotoxic peptide with melittin-like activity, J. Am. Chem. Soc., Band 103, 1981, S. 679
- mit L. Regan: Characterization of a helical protein designed from first principles, Science, Band 241, 1988, S. 976–978
- mit J. D. Lear, Z. R. Wasserman: Synthetic amphiphilic peptide models for protein ion channels, Science, Band 240, 1988, S. 1177–1181
- Design of peptides and proteins, Advances in Protein Chemistry, Band 39, 1988, S. 51–124
- mit Z. R. Wasserman, J. D. Lear: Protein design, a minimalist approach, Science, Band 243, 1989, S. 622–628
- mit K. T. O’Neil: A thermodynamic scale for the helix-forming tendencies of the commonly occurring amino acids, Science, Band 250, 1990, S. 646–651
- mit K. T. O’Neil: How calmodulin binds its targets: sequence independent recognition of amphiphilic α-helices, Trends in Biochemical Sciences, Band 15, 1990, S. 59–64
- mit J. W. Bryson, S. F. Betz, H. S. Lu, D. J. Suich, H. X. Zhou, K. T. O’Neil: Protein design: a hierarchic approach, Science, Band 270, 1995, S. 935–941
- mit C. M. Summa, V. Pavone, F. Nastri, A. Lombardi: De novo design and structural characterization of proteins and metalloproteins, Annual Review of Biochemistry, Band 68, 1999, S. 779–819
- mit R. P. Cheng, S. H. Gellman: β-Peptides: from structure to function, Chemical Reviews, Band 101, 2001, S. 3219–3232
- mit G. N. Tew u. a.: De novo design of biomimetic antimicrobial polymers, Proc. Nat. Acad. Sci. USA, Band 99, 2002, S. 5110–5114
- mit C. M. Goodman, S. Choi, S. Shandler: Foldamers as versatile frameworks for the design and evolution of function, Nature Chemical Biology, Band 3, 2007, S. 252–262
- mit G. N. Tew, R. W. Scott, M. L. Klein: De novo design of antimicrobial polymers, foldamers, and small molecules: from discovery to practical applications, Accounts of Chemical Research, Band 43, 2010, S. 30–39